# 赤松政則
赤松政则（日语：／ Akamatsu Masanori，1455年3月7日—1496年6月6日）为室町時代后期的武将、大名。曾任加賀半国、播磨、美作、備前的守護大名与战国大名。赤松氏的著名人物，他曾改名三次，最后一次名字为赤松晴政，（1513年－1565年）。为赤松氏第11任当主。